# Bulonga fulvocapitata
Bulonga fulvocapitata är en fjärilsart som beskrevs av Pieter Cornelius Tobias Snellen 1877. Bulonga fulvocapitata ingår i släktet Bulonga och familjen mätare. Inga underarter finns listade i Catalogue of Life.